# Comuna Hlușkivți, Iarmolînți
Hlușkivți (în ucraineană Глушківці) este o comună în raionul Iarmolînți, regiunea Hmelnîțkîi, Ucraina, formată din satele Hlușkivți (reședința), Hlușkovețke și Slobidka-Hlușkovețka.

## Demografie
Componența lingvistică a comunei Hlușkivți
     Ucraineană (98,49%)
     Rusă (1,24%)
Conform recensământului din 2001, majoritatea populației comunei Hlușkivți era vorbitoare de ucraineană (98,49%), existând în minoritate și vorbitori de rusă (1,24%).